# جبريل بن بختيشوع
جبريل بن بختيشوع طبيب سرياني مشرقي عاش في بغداد ينتمي لعائلة بختيشوع التي تعود أصولها لجنديسابور في اقليم الأهواز، كان طبيب الأمين والرشيد سجنه المأمون ثم اعاده لخدمته، توفي عام 828 ميلادية.له مؤلفات في الطب والمنطق.
ذكره ابن سينا في القانون في الطب:جبرائيل بن بختيشوع بن جورجس كان مشهوراً بالفضل جيد التصرف في المداواة. عالي الهمة، سعيد الجد، حظياً عند الخلفاء، رفيع المنزلة عندهم، كثيري الإحسان إليه. وحصل من جهتهم من الأموال، ما لم يحصله غيره من الأطباء.
قال فثيون: وكان محل جبرائيل يقوى في كل وقت، حتى إن الرشيد قال لأصحابه: «أكل من كانت له إلي حاجة فليخاطب بها جبرائيل، لأني أفعل كل ما يسألني فيه ويطلبه مني».
قال فثيون: ولما تولى محمد الأمين، وافى إليه جبرائيل، فقبله أحسن قبول وأكرمه. ووهب له أموالاً جليلة أكثر مما كان أبوه يهب له. وكان الأمين لا يأكل ولا يشرب إلا بإذنه، فلما كان من الأمين ما كان، وملك الأمر المأمون، كتب إلى الحسن بن سهل، وهو يخلفه بالحضرة، بأن يقبض على جبرائيل ويحبسه، لأنه ترك قصره بعد موت أبيه الرشيد ومضى إلى أخيه الأمين. ففعل الحسن بن سهل هذا. ولما كان في سنة اثنتين ومائتين مرض الحسن بن سهل مرضاً شديداً، وعالجه الأطباء فلم ينتفع بذلك، فأخرج جبرائيل من الحبس حتى عالجه وبرأ في أيام يسيرة فوهب له سراً مالاً وافراً. وكتب إلى المأمون يعرفه خبر علته، وكيف برأ على يد جبرائيل، ويسأله في أمره. فأجابه بالصفح عنه.
ولجبرائيل بن بختيشوع من الكتب: رسالة إلى المأمون في المطعم والمشرب. كتاب المدخل إلى صناعة المنطق. كتاب في الباه. رسالة مختصرة في الطب. كناشه. كتاب في صنعة البخور، ألفه لعبد الله المأمون)).

## أقرأ أيضا
- بختيشوع.